# Католицизм в Брунее
Католицизм в Брунее или Римско-Католическая церковь в Брунее является частью всемирной Католической церкви. Католицизм в Брунее исповедуют в основном китайцы, индийцы и лица европейского происхождения.

## История
21 ноября 1977 года Святой Престол учредил апостольский викариат Брунея, выделив его из малайзийской епархии Мири.
Дипломатические отношения между Ватиканом и Брунеем в настоящее время не установлены. Апостольским делегатом в Брунее и Малайзии является нунций архиепископ Леопольдо Джирелли, резиденция которого располагается в Сингапуре.

## Статистика
Численность католиков в Брунее составляет около 21 500 человек (6,2 % от общей численности населения). На территории Брунея действует один апостольский викариат Брунея, три прихода, работают один епископ, три епархиальных священника и две монахини.

## Источник
- Annuario Pontificio, Ватикан, 2007